# Callogryllus subopacus
Callogryllus subopacus är en insektsart som först beskrevs av Bolívar, I. 1900.  Callogryllus subopacus ingår i släktet Callogryllus och familjen syrsor. Inga underarter finns listade i Catalogue of Life.